# Matthew Tiby
Matthew James Tiby (Urbandale, 19 december 1992) is een Amerikaans basketballer die speelt als Power forward.

## Carrière
Tiby speelde collegebasketbal voor de Milwaukee Panthers van 2013 tot 2016. In 2016 werd hij niet gedraft en ging hij in Europa spelen voor de Hongaarse club Atomerőmű SE. Na een seizoen tekende hij een contract bij de Belgische ploeg Belfius Mons-Hainaut waar hij een sterkhouder was. In 2018 ging hij spelen voor het Turkse Büyükçekmece Basketbol. Waar hij na een seizoen alweer vertrekt naar het Italiaanse Guerino Vanoli Basket, dat seizoen speelde hij ook nog voor het Duitse Giessen 46ers.
In het seizoen 2020/21 bracht hij door bij de Duitse club BBC Bayreuth. Het seizoen erop trok hij naar de Antwerp Giants waar hij uitkwam in de nieuw opgerichte BNXT League. Aan het eind van het seizoen verliet hij de Giants en tekende een contract bij het Hongaarse Falco Szombathely. Hij verlengde in de zomer van 2023 zijn contract met een seizoen. Hij verlengde zijn contract voor het seizoen 2024/25.

## Erelijst
- Hongaars landskampioen: 2023, 2024
- Hongaars bekerwinnaar: 2023